# هاري سيلي
هاري غوفيي سيلي (بالإنجليزية: Harry Govier Seeley)‏ (18 فبراير 1839 – 8 يناير 1909) عالم أحياء إنجليزي.

## السيرة الذاتية
ولد هاري في لندن، أتم دراسته في المدرسة الملكية للمناجم في كينسنغتون ضواحي لندن، قبل أن يصبح سنة 1859 مساعداً لآدم سيدجويك (أحد مؤسسي علم الجيولوجيا الحديث)، في المتحف الوُدواردي (نسبة إلى عالم الأحياء جون وودوارد) الواقع بمنطقة كامبريدج، عرف كطالب في كلية سيدني سوسيكس بكامبريدج منذ 1863 ليلتحق بعدها بالعمل في المتحف البريطاني ومصلحة المسح الجيولوجي، ثم بعد زواجه قبِل بوظيفة أستاذ جيولوجيا في كلية الملك بكامبريدج و كلية بيدفورد بلندن (1876). ليصبح بعدها أستاذاً محاضراً في الجيولوجيا والفسيولوجيا في كلية دولويش ثم بعدها أستاذا في الجيولوجيا وعلم المعادن في كلية الملك بلندن (1896–1905). 

تزوج هاري سنة 1872 من إليانورا جين اِبنة عالم الأحياء ويليام ميتشيل، بينما تزوجت اِبنتهما عالم الأحياء السير آرثر سميث وودوارد. توفي هاري سيلي في الثامن من يناير 1909 بمنطقة كينسنغتون بضاحية لندن، ودفن في مقبرة بروكوود.

## الديناصورات
بينما كانت الديناصورات تُصنف إلى عدة أقسام حسب بنية الأرجل وهيئة أسنانها، عُرف سيلي بكونه عالم الأحياء الذي قام بتصنيف الديناصورات إلى سحليات الورك وطيريات الورك، بسبب طبيعة بنية الورك الخاصة بها،. تم نشر هذا الاكتشاف سنة 1887، ثم نُشرت بعدها نتيجة أبحاثه في مؤتمر سنة 1888 ، ثم كتابه المشهور تنانين السماء (1910)، عن فصيلة التيروصور حيث وجد أن تطوير الطيور والتيروصور مطابق لفصيلة الأركوصورات، لتشمل المجموعة كل من الديناصورات والتيروصور (الديناصورات الطائرة) والتمساحيات التي عاشت في ما قبل التاريخ.

## روابط خارجية
- هاري سيلي على موقع الموسوعة البريطانية (الإنجليزية)